# R-30 (ミサイル)
R-30「ブラヴァー」(ロシア語:Р-30 «Булава»エール・トリーッツァヂ・ブラヴァーローマ字表記は、Bulava)は、ロシア連邦で開発されている新型潜水艦発射弾道ミサイル(БРПЛ)である。システム名として3M14「ブラヴァー」(3М14 «Булава»トリー・エーム・チトィーリナツァチ・ブラヴァー)とも呼ばれる。愛称の「ブラヴァー：Bulava」とはウクライナ・コサックの権威の象徴である、棍棒型の武器のことである。DoD番号では、開発中はXナンバーが付いたSS-NX-30と呼ばれていたが、実戦配備に伴いSS-N-30と呼ばれるようになる。
2022年11月3日：モスクワ軍が弾道ミサイル「ブラヴァー」の発射実験に成功。白海上の原子力潜水艦から発射されたブラーバは、ロシアの広大な領土の大部分を飛び越え、カムチャッカ半島の目標に向かう途中であった。リア・ノーヴォスチ通信によると、ミサイルはジェネリシモ・スヴォーロフ潜水艦から離陸し、予定通り極東地域のクラ射程に命中したという。

## 概要

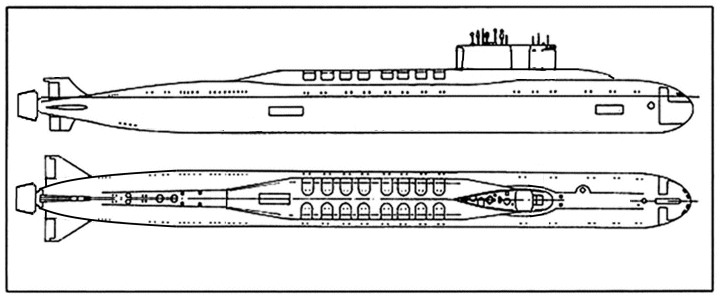
Project955 Borey SLBM

ブラヴァーはボレイ級原子力潜水艦搭載用として開発された。
当初、ボレイ級には新開発の固体燃料ロケット弾道ミサイルR-39UTTkhバルク(SS-NX-28)が搭載される予定であったが、ソ連崩壊後の開発予算削減により開発は進まず、1994年、1997年、1998年に行なわれた発射テストは全て失敗した。
一方、ソ連時代には陸上用弾道ミサイルを設計していたモスクワ熱技術研究所は、潜水艦発射弾道ミサイルの分野への進出を図り、国防省や海軍関係者への働きかけを強めた。モスクワ熱技術研究所は、既に実用化されている陸上用弾道ミサイルをベースにした潜水艦発射弾道ミサイルを作れば、開発費を節約できると主張した。
その結果、国防省と海軍は1998年にバルクの開発中止を決定し、モスクワ熱技術研究所が設計した陸上用大陸間弾道ミサイルRT-2PM2 トーポリMを潜水艦発射用に改修したブラヴァーが作られる事になった。開発に当たり、タイフーン級原子力潜水艦のTK-208「ドミトリー・ドンスコイ」が、ブラヴァーの海上発射テスト用プラットフォームに改造された。
ロシア側の報道によると、ブラヴァーは原型となったトーポリMに比べて小型化され、最大で10個の核弾頭が搭載可能であり、約8,000から10,000キロメートルを飛翔する能力を有する。
ミサイルの生産はトーポリMと同じくヴォトキンスクにある連邦国営単一企業「ヴォトキンスキー・ザヴォード」で行われる。
2013年1月10日のボレイ級原子力潜水艦の1番艦・ユーリイ・ドルゴルーキイの就役とともに実戦配備された。
- 発達系譜

| RT-2    | RT-2    | RT-2    | RT-2    | RT-2        | RT-2        | ICBM        | ICBM        | ICBM        | ICBM        | ICBM         | ICBM         |              |              |              |              |  |  |  |  |
| RT-2    | RT-2    | RT-2    | RT-2    | RT-2        | RT-2        | ICBM        | ICBM        | ICBM        | ICBM        | ICBM         | ICBM         |              |              |              |              |  |  |  |  |
| RT-2PM  | RT-2PM  | RT-2PM  | RT-2PM  | RT-2PM      | RT-2PM      | 車載移動化  | 車載移動化  | 車載移動化  | 車載移動化  | 車載移動化   | 車載移動化   |              |              |              |              |  |  |  |  |
| RT-2PM  | RT-2PM  | RT-2PM  | RT-2PM  | RT-2PM      | RT-2PM      | 車載移動化  | 車載移動化  | 車載移動化  | 車載移動化  | 車載移動化   | 車載移動化   |              |              |              |              |  |  |  |  |
|         |         |         |         | スタールト1 | スタールト1 | スタールト1 | スタールト1 | スタールト1 | スタールト1 | 商用ロケット | 商用ロケット | 商用ロケット | 商用ロケット | 商用ロケット | 商用ロケット |  |  |  |  |
|         |         |         |         | スタールト1 | スタールト1 | スタールト1 | スタールト1 | スタールト1 | スタールト1 | 商用ロケット | 商用ロケット | 商用ロケット | 商用ロケット | 商用ロケット | 商用ロケット |  |  |  |  |
|         |         |         |         |             |             |             |             |             |             |              |              |              |              |              |              |  |  |  |  |
| RT-2PM2 | RT-2PM2 | RT-2PM2 | RT-2PM2 | RT-2PM2     | RT-2PM2     | 改良型      | 改良型      | 改良型      | 改良型      | 改良型       | 改良型       |              |              |              |              |  |  |  |  |
| RT-2PM2 | RT-2PM2 | RT-2PM2 | RT-2PM2 | RT-2PM2     | RT-2PM2     | 改良型      | 改良型      | 改良型      | 改良型      | 改良型       | 改良型       |              |              |              |              |  |  |  |  |
|         |         |         |         | R-30        | R-30        | R-30        | R-30        | R-30        | R-30        | SLBM         | SLBM         | SLBM         | SLBM         | SLBM         | SLBM         |  |  |  |  |
|         |         |         |         | R-30        | R-30        | R-30        | R-30        | R-30        | R-30        | SLBM         | SLBM         | SLBM         | SLBM         | SLBM         | SLBM         |  |  |  |  |
|         |         |         |         |             |             |             |             |             |             |              |              |              |              |              |              |  |  |  |  |
| RS-24   | RS-24   | RS-24   | RS-24   | RS-24       | RS-24       | MIRV        | MIRV        | MIRV        | MIRV        | MIRV         | MIRV         |              |              |              |              |  |  |  |  |

## 飛行テスト
これ以前にも2004年9月23日に飛行を伴わない発射テストが行われている。
- 1回目(2005年9月27日実施)：原潜は浮上した状態でミサイルを発射、カムチャツカ半島の兵器試験場に着弾。

- 2回目(2005年12月21日実施)：初の水中発射実験、ミサイルはカムチャツカ半島の兵器試験場に着弾。

- 3回目(2006年9月7日実施)：発射数分後に弾頭部分が脱落して海上に落下、失敗。

- 4回目(2006年10月25日実施)：発射数分後にミサイルは軌道から逸脱した為に自爆装置を作動させ、失敗。

- 5回目(2006年12月24日実施)：失敗。

特に、2006年に3度に渡って実施された発射テストは、3度に渡って失敗に終わった。
これを受け、ロシア日刊紙コメルサントのイワン・サフロノフは「ロシアの核戦力整備計画が危機に瀕している」と報道し、ロシア連邦宇宙局長官アナトーリー・ペルミノフは、「ブラヴァーは、あと12〜14回の発射テストを行う必要が有る」とコメントした。
2007年2月7日、ロシア連邦国防相セルゲイ・イワノフは、ロシア連邦議会下院議員の会合に出席し、度重なるブラヴァーの発射テスト失敗に不安を持つ議員達に対し「ブラヴァーの発射テストが失敗した事もある。しかし、これは普通の事だ。ブラヴァーが既に実戦配備されていたのであれば、今回の失敗は悪夢となっただろう。だが我々は、まだそこまではやっていない」と語り、実戦配備前の段階における発射テストの失敗は充分に起こりうる事を指摘した。
イワノフは、「ソ連邦時代、弾道ミサイルは配備される前に、3〜4年に渡って海上発射を含むテストが行われていた」と指摘し、「弾道ミサイルは、少なくとも20〜25回ほどの発射テストが行われていた。また、そのテストは、いつも滞り無く進んでいたわけでは無かった」と付け加えた。これは、暗に、予算不足によってブラヴァーの発射テストが、まだ充分に行われていない事を示唆したものと見られる。
さらにイワノフは、原潜からのミサイル発射テストに関する危険性を危惧する議員に対しては、「設計者が事前にあらゆるシミュレーション・テストを行ない、発射の安全を保証した為、潜水艦からの弾道ミサイル発射テストには危険は無かった。従って私は、安全性を脅かすものは無いと見ている」と答えた。
その後、さらに実験は継続中である。
- 6回目(2007年6月28日実施)：白海から水中発射、カムチャツカ半島の兵器試験場に着弾。

- 7回目(2008年9月18日実施)：白海から水中発射、カムチャツカ半島の兵器試験場に着弾。

- 8回目(2008年11月28日実施)：白海から水中発射、カムチャツカ半島の兵器試験場に着弾。

- 9回目(2008年12月23日実施)：白海から水中発射、第1段目ロケットを分離した後、予定の軌道を外れ、失敗。

- 10回目(2009年7月15日実施)：白海から水中発射、第1段ロケットがうまく作動せず、失敗。

- 11回目(2009年12月9日実施)：白海から水中発射、第3段ロケットがうまく作動せず、失敗。さらに空中で旋回する様子がノルウェー上空で目撃され、正体不明の発光体として、一時ネット上などで騒ぎとなった。

- 12回目(2010年10月7日実施)：白海のTK-208"ドミトリー・ドンスコイ”から水中発射。すべて順調に作動し、カムチャツカ半島付け根にあるクラ(Кура)射爆場に着弾。

- 13回目(2010年10月29日実施)：白海のTK-208"ドミトリー・ドンスコイ”から水中発射。予定通りの軌道を通りカムチャツカ半島付け根にあるクラ(Кура)射爆場に着弾。

- 14回目(2011年6月28日実施)：白海より本来の装備艦となるボレイ級原子力潜水艦“ユーリイ・ドルゴルーキイ”から水中発射。カムチャツカ半島付け根にあるクラ(Кура)射爆場に着弾[5]。

- 15回目(2011年8月27日実施)：白海からカムチャツカ半島へ向け試射が行われ、成功。

- 16回目(2011年10月28日実施)：白海からボレイ級原子力潜水艦“ユーリイ・ドルゴルーキイ”が水中発射し、カムチャツカ半島付け根にあるクラ(Кура)射爆場に着弾。

- 17回目(2011年12月23日実施)：白海からボレイ級原子力潜水艦“ユーリイ・ドルゴルーキイ”が2発を水中発射し、2発ともカムチャツカ半島付け根にあるクラ(Кура)射爆場に着弾。

## 登場作品
『GHOST RECON ALPHA / ゴーストリコン フューチャーソルジャー』
前日談の『ALPHA』では、ロシアのチェリャビンスク州の軍事エリアで、戦争犯罪者のボリス・シェフチェンコとロシアの超国家主義者のソコロフ将軍との大量破壊兵器の取引が行われたが、その大量破壊兵器がブラヴァーの弾頭。150ktの核弾頭6発を内包した型で、シェフチェンコの排除を命じられていたアメリカの特殊部隊「ゴースト」の手によりシェフチェンコは狙撃されて死亡し、これをソコロフの裏切りと思い込んだシェフチェンコの仲間がソコロフを銃撃して殺したことで取引は破綻し、銃撃戦となるが、核弾頭の方は既にシェフチェンコが端末を操作して6発全ての安全装置を解除し、核爆発を起こすのが可能な状態となっていた。そのため、ゴーストの一員であるチャックが端末を操作して無力化を図るが、シェフチェンコの黒幕の女が送り込んできた謎の特殊部隊との戦闘の中でチャックが頭に被弾して戦死し、無力化は6発中4発で中座する。そして戦闘は終結するも、弾頭を積んだコンテナが突然現れたヘリコプターによって持ち去られ、生き残ったゴーストの面々はただ見届けるしか出来なかった。その後のゲーム本編『フューチャーソルジャー』ではこの持ち去られた核弾頭と思しきものがミサイルに装着された状態でロシアの強硬派組織「レイブンズロック」の手により、ロシア領内だがグルジアとの国境の東に位置するダゲスタンから発射され、ロンドン上空に飛来してから爆発し、莫大な被害を生む。